# توماس روبسام
توماس روبسام (بالنرويجية البوكمول: Thomas Robsahm)‏ هو منتج أفلام وكاتب سيناريو ومخرج وممثل نرويجي، ولد في 29 أبريل 1964 في النرويج.

## وصلات خارجية
- توماس روبسام على موقع IMDb (الإنجليزية)
- توماس روبسام على موقع ألو سيني (الفرنسية)
- توماس روبسام على موقع ميوزك برينز (الإنجليزية)
- توماس روبسام على موقع أول موفي (الإنجليزية)
- توماس روبسام على موقع قاعدة بيانات الأفلام السويدية (السويدية)
- توماس روبسام على موقع ديسكوغز (الإنجليزية)
- توماس روبسام على موقع قاعدة بيانات الفيلم (الإنجليزية)
- توماس روبسام على موقع كينوبويسك (الروسية)